# Troy Kotsur
Troy Michael Kotsur (/ˈkɒtsər/) (Mesa, 1968. július 24. –) Oscar-, BAFTA- és Screen Actors Guild-díjas amerikai színész.
Legnagyobb szakmai sikerét a 2021-es CODA című vígjáték-dráma mellékszerepével szerezte, mellyel – Marlee Matlin színésznő után a második siket színművészként – Oscar-díjat nyert. Továbbá ő a legelső férfiszínész, aki Oscart, BAFTA-díjat és Screen Actors Guild-díjat is átvehetett.
2013-ban filmrendezőként debütált No Ordinary Hero: The SuperDeafy Movie című filmdrámájával.

## Filmográfia

### Film
| Év   | Magyar cím   | Eredeti cím                                            | Szerep       | Megjegyzések   |
| ---- | ------------ | ------------------------------------------------------ | ------------ | -------------- |
| 2007 | A 23-as szám | The Number 23                                          | Barnaby      |                |
| 2008 |              | Universal Signs                                        | Chris        |                |
| 2009 |              | See What I'm Saying: The Deaf Entertainers Documentary | önmaga       | dokumentumfilm |
| 2013 |              | No Ordinary Hero: The SuperDeafy Movie                 | Matt         | filmrendező    |
| 2016 |              | Wild Prairie Rose                                      | James Hansen |                |
| 2021 | CODA         | CODA                                                   | Frank Rossi  |                |

### Televízió
| Év        | Magyar cím                   | Eredeti cím         | Szerep            | Megjegyzések                                |
| --------- | ---------------------------- | ------------------- | ----------------- | ------------------------------------------- |
| 2001      | Mrs. Klinika                 | Strong Medicine     | Lars              | 1 epizód                                    |
| 2002–2005 | Sue Thomas – FBI             | Sue Thomas: F.B.Eye | Troy Myers        | 5 epizód                                    |
| 2003      | Doki                         | Doc                 | Troy              | 1 epizód                                    |
| 2006      | CSI: New York-i helyszínelők | CSI: NY             | Dennis Mitchum    | 1 epizód                                    |
| 2007      | Dokik                        | Scrubs              | Mr. Frances       | 1 epizód                                    |
| 2012      | Gyilkos elmék                | Criminal Minds      | John Myers        | 1 epizód                                    |
| 2019      | A Mandalóri                  | The Mandalorian     | taszken felderítő | - 1 epizód - (5. fejezet: A fegyverforgató) |

## Fontosabb díjak és jelölések
| Év   | Díj                       | Kategória                                                  | Jelölt mű | Eredménx | Ref.  |
| ---- | ------------------------- | ---------------------------------------------------------- | --------- | -------- | ----- |
| 2021 | Oscar-díj                 | Legjobb férfi mellékszereplő                               | CODA      | Elnyerte | [ 2 ] |
| 2021 | BAFTA-díj                 | Legjobb férfi mellékszereplő                               | CODA      | Elnyerte | [ 3 ] |
| 2021 | Critics' Choice Awards    | Critics' Choice Movie Award (legjobb férfi mellékszereplő) | CODA      | Elnyerte | [ 4 ] |
| 2021 | Golden Globe-díj          | Legjobb férfi mellékszereplő                               | CODA      | Jelölve  | [ 5 ] |
| 2021 | Independent Spirit Awards | Legjobb férfi mellékszereplő                               | CODA      | Elnyerte | [ 6 ] |
| 2021 | Screen Actors Guild-díj   | Legjobb szereplőgárda (mozifilm)                           | CODA      | Elnyerte | [ 7 ] |
| 2021 | Screen Actors Guild-díj   | Legjobb férfi mellékszereplő                               | CODA      | Elnyerte | [ 7 ] |

## Fordítás
- Ez a szócikk részben vagy egészben  a   Troy Kotsur című angol Wikipédia-szócikk ezen változatának fordításán alapul.  Az eredeti cikk szerkesztőit annak laptörténete sorolja fel. Ez a jelzés csupán a megfogalmazás eredetét és a szerzői jogokat jelzi, nem szolgál a cikkben szereplő információk forrásmegjelöléseként.